# Kubera
Kubera (tiếng Phạn: कुबेर) còn được gọi là Kuvera, Kuber hoặc Kuberan, là vị thần tài trong Ấn Độ giáo và cũng Chúa của quỷ Yakshas. Ông được coi là vị thần cai quản phương Bắc (Dik-pala), bảo vệ cả thế giới (Lokapala). Minh văn trên các bia cổ cũng cho Kubera là chúa tể của các vị bán thần, trông giữ tiền bạc kho báu trên trần gian.
Về hình dáng thì Kubera thân thể mập mạp , đeo nhiều trang sức. Bên mình là cái hũ đựng của và một cây chầy lớn.
Thần tích cổ xưa trong kinh văn Vệ Đà thì cho Kubera thủ lĩnh của các vong hồn ma quỷ. Sau đến kinh Purana thì mới nhắc đến Kubera với danh hiệu hạng Deva (thần), cai trị xứ Lanka rồi bị người em là Ravana phế truất, phải chạy lên thành Alaka trên dãy Himalaya. Nơi đó thần tich ghi là chốn cực kỳ "huy hoàng" và "tráng lệ".
Kubera sau cũng hòa nhập vào Phật giáo và Kỳ Na giáo. Trong Phật giáo thì Kubera là Vaisravana còn Kỳ Na giáo thì dùng danh hiệu Sarvanubhuti.